# Ривера (департамент)
Ривера (исп. Rivera) — департамент на севере Уругвая. Площадь составляет 9370 км² (5,31 % от общей площади страны). Административный центр — одноимённый город, расположен в 501 км от Монтевидео.

## Климат
Климат — субтропический, влажный. Среднегодовой уровень осадков — около 1500 мм. В связи с ограниченным влиянием океана, температурные колебания довольно значительны.

## Население
Население на 2004 год составляет 104 921 человек (3,24 % от населения Уругвая). Плотность населения — 11,20 чел./км². Рождаемость: 17,94 на 1000 человек. Смертность: 8,45 на 1000 человек. Средний возраст населения: 29,6 лет (28,1 лет для мужчин и 30,9 лет для женщин). Средняя продолжительность жизни — 74,12 года.
Официальным языком в департаменте, как и в стране в целом, является испанский. Тем не менее, из-за тесных взаимодействий населения в приграничных с Бразилией районах распространён смешанный разговорный язык портуньол.
Основные населённые пункты:
| Населённый пункт  | Население, чел. (2011) |
| ----------------- | ---------------------- |
| Ривера            | 64 465                 |
| Транкерас         | 7235                   |
| Мандуби           | 6019                   |
| Минас-де-Корралес | 3788                   |
| Вичадеро          | 3698                   |
| Ла-Педрера        | 3363                   |
| Санта-Тереса      | 2657                   |
| Лагунон           | 2376                   |

## Административное деление
Департамент Ривера делится на 3 муниципалитета:
- Транкерас (Tranqueras)
- Вичадеро (Vichadero)
- Минас-де-Корралес (Minas de Corrales)